# Заіковський Володимир Олександрович
Володимир Олександрович Заіковський (22 лютого 1870, м. Житомир — † ?) — полковник Армії УНР.

## Життєпис
Народився у Житомирі. Походив із дворян Київської губернії.

### На службі РІА
Закінчив Володимирський Київський кадетський корпус, 2-ге військове Костянтинівськеучилище (1890), Офіцерську артилерійську школу. Служив у 12-й артилерійській бригаді (Проскурів), згодом — в Окремому Забайкальському артилерійському дивізіоні. З 1900 р. — начальник 1-го парку 2-ї Східно-Сибірської стрілецької артилерійської бригади. З 1906 р. служив у 33-й артилерійській бригаді (Київ). З 25 січня 1909 р. — підполковник, командир 2-ї батареї 44-ї артилерійської бригади (Ніжин). З 18 липня 1914 р. — командир 2-го дивізіону 70-ї артилерійської бригади. З 7 січня 1915 р. — полковник. У 1917 р. — начальник 70-ї гарматної бригади на Північному фронті.

### На службі УНР
В українській армії з 12 січня 1918 р. — командир 2-ї Сердюцької гарматної бригади військ Центральної Ради. З 29 квітня 1918 р. — молодший помічник начальника 2-го відділу Головного артилерійського управління Військового міністерства УНР, згодом —  Української Держави. З 6 липня 1918 р. — поза штатом ГАУ, згодом — штаб-старшина для доручень, начальник частини постачання амуніції та телеграфного майна ГАУ 3 16 листопада 1919 р перебував у резерві старшин ГАУ. 3 25 квітня 1920 р. — начальник Київського артилерійського склепу (складу) Армії УНР. 3 7 липня 1920 р. — т. в. о. постійного члена артилерійського комітету артилерійської управи Військового міністерства УНР.
У 1920-30-х рр. жив на еміграції у Польщі.